# 真榊

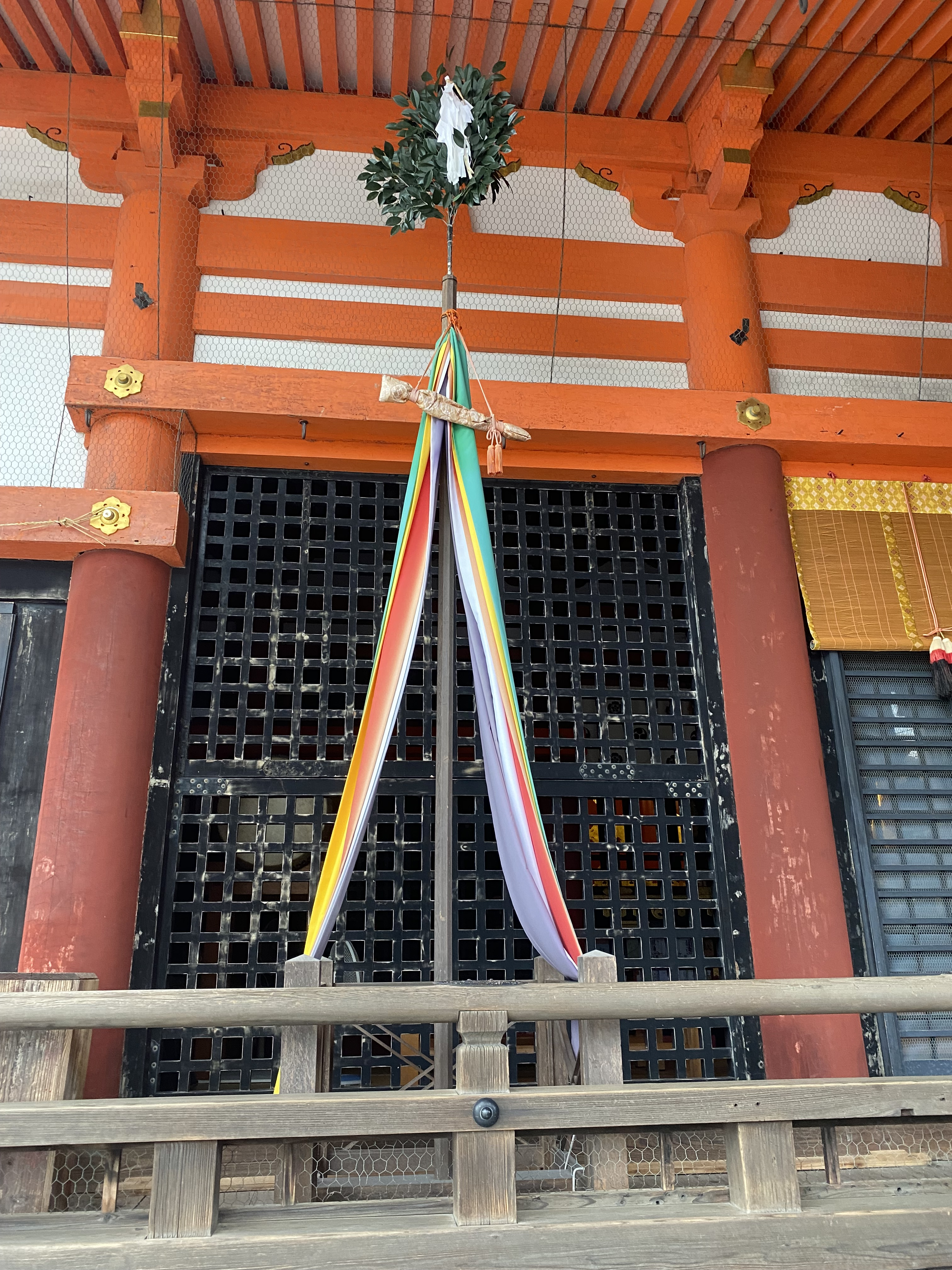

真榊（日语：／ Masakaki）是日本神道教神事時，放置於祭壇左右的祭具。由綠、黃、紅、白、青五色絹組成的幟（のぼり）前端立上榊樹枝（さかき），並掛上三神器。左側掛上劍，右側則掛上鏡與勾玉。全體被稱為「真榊台」。
真榊與日本神話中「天石窟（あめのいわや）五百津真賢木（いほつまさかき）」的故事有所淵源。景行紀、仲哀紀中亦有記載。此外在明治天皇即位之時，各地的神社皆在社頭使用真榊裝飾。出雲大社特別將榊枝５～６尺裝置於棒杭，右榊掛上了玉、鏡，懸掛五色絹，左榊則取懸劍與五色絹。
五色絹的顏色，是陰陽五行中構成天地萬物的5種要素，即木、火、土、金、水。
此外，神道葬儀（葬祭）時，會使用黃色與白幟的真榊。

## 出典
1. ↑  『出雲大社教布教師養成講習会』発行出雲大社教教務本庁平成元年9月全427頁中75頁

## 外部連結
- 真榊 （页面存档备份，存于）
- 真榊設置例 （页面存档备份，存于）